# Нове Длутово
Нове Длутово (пол. Nowe Dłutowo) — село в Польщі, у гміні Лідзбарк Дзялдовського повіту Вармінсько-Мазурського воєводства.
Населення — 156 осіб (2011).
У 1975-1998 роках село належало до Цехановського воєводства.

## Демографія
Демографічна структура станом на 31 березня 2011 року:
|          | Загалом | Допрацездатний вік | Працездатний вік | Постпрацездатний вік |
| -------- | ------- | ------------------ | ---------------- | -------------------- |
| Чоловіки | 79      | 15                 | 58               | 6                    |
| Жінки    | 77      | 13                 | 48               | 16                   |
| Разом    | 156     | 28                 | 106              | 22                   |